# Амос (Грчка)
Амос (грч. Άμμος) је насељено место у општини Бер у периферији Средишња Македонија, Грчка. Према попису из 2021. године било је 153 становника.
Према бугарском географу и историчару, Василу Канчову, у Амосу је 1900. године живело 80 Грка хришћана. После 1923. године насељена је 31 грчка избегличка породица из Турске, за које су изграђени нови домови недалеко од старог насеља. Село се раније звало Кумштица.